# アクション (曲)
「アクション」（Action）は、イギリスのロック・バンド、スウィートが1975年に発表した楽曲。バンドのメンバー4人の共作で、「フォックス・オン・ザ・ラン」（1975年）に引き続き、スウィートは自身のオリジナル曲をシングル・ヒットさせる結果となった。
バンドの母国イギリスでは、1975年に全英シングルチャートで15位に達した。また、ノルウェーのシングル・チャートでは5週連続で2位に達し、トップ10に28週ランク・インする大ヒットを記録した。
アメリカでは1976年にシングルがリリースされて、Billboard Hot 100で20位に達している。

## ミックス
本作には4種の異なるミックスが存在する。シングル・ヴァージョンには短いチェロのイントロや笑い声があり、ライヴ音源とシングル曲を収録したアルバム『ライヴ・アンド・ベスト(Strung Up)』（1975年）のヴァージョンはイントロが長くなっている代わりにエンディングが短くされており、スタジオ・アルバム『甘い誘惑(Give Us a Wink)』（1976年）のヴァージョンではイントロでシンセサイザーが使用され、更にレア音源やアウトテイクを収録したアルバム『Live for Today』にも別ミックスのヴァージョンが収録されている。

## カヴァー

### デフ・レパード
デフ・レパードは、1992年にCDマキシ・シングル「メイク・ラヴ・ライク・ア・マン」のカップリング曲として「アクション」のカヴァーを収録。その後、コンピレーション・アルバム『レトロ・アクティヴ』（1993年）にも収録された。
バンドの母国イギリスでは、1994年にデモ・ヴァージョン2曲をカップリング曲としてシングル・カットされ、全英シングルチャートで14位に達した。ドイツ盤シングルCDはカップリング曲が異なり、1993年6月6日のシェフィールド公演で録音されたライヴ音源2曲を収録している。

### 収録曲

#### イギリス盤
1. Action
2. She's Too Tough (Joe's Demo)
3. Miss You in a Heartbeat (Phil's Demo)

#### ドイツ盤
1. Action
2. Too Late for Love (Live)
3. Foolin' (Live)

### その他
- レイヴン - アルバム『ロック・アンティル・ユー・ドロップ』（1981年）に、同じくスウィートがシングル・ヒットさせた楽曲「ヘルレイザー」とのメドレーとして収録。
- ブラック・アンド・ブルー - アルバム『ブラック・アンド・ブルー』（1984年）に収録。
- スティーヴ・スティーヴンス・アトミック・プレイボーイズ - アルバム『アトミック・プレイボーイズ』（1989年）に収録。
- ネルソン - アルバム『イマジネイター』（1996年）に収録。